# Armodio (nome)
Armodio  è un nome proprio di persona italiano maschile.

## Varianti
- Femminili: Armodia[2]

### Varianti in altre lingue
- Catalano: Harmodi[4], Armodi[4]
- Greco antico: Ἁρμόδιος (Harmódios)[4]
- Greco moderno: Αρμόδιος (Armodios)
- Latino: Harmodius[1]
- Portoghese: Harmódio
- Russo: Гармодий (Garmodij)
- Spagnolo: Harmodio[4], Armodio[5]

## Origine e diffusione

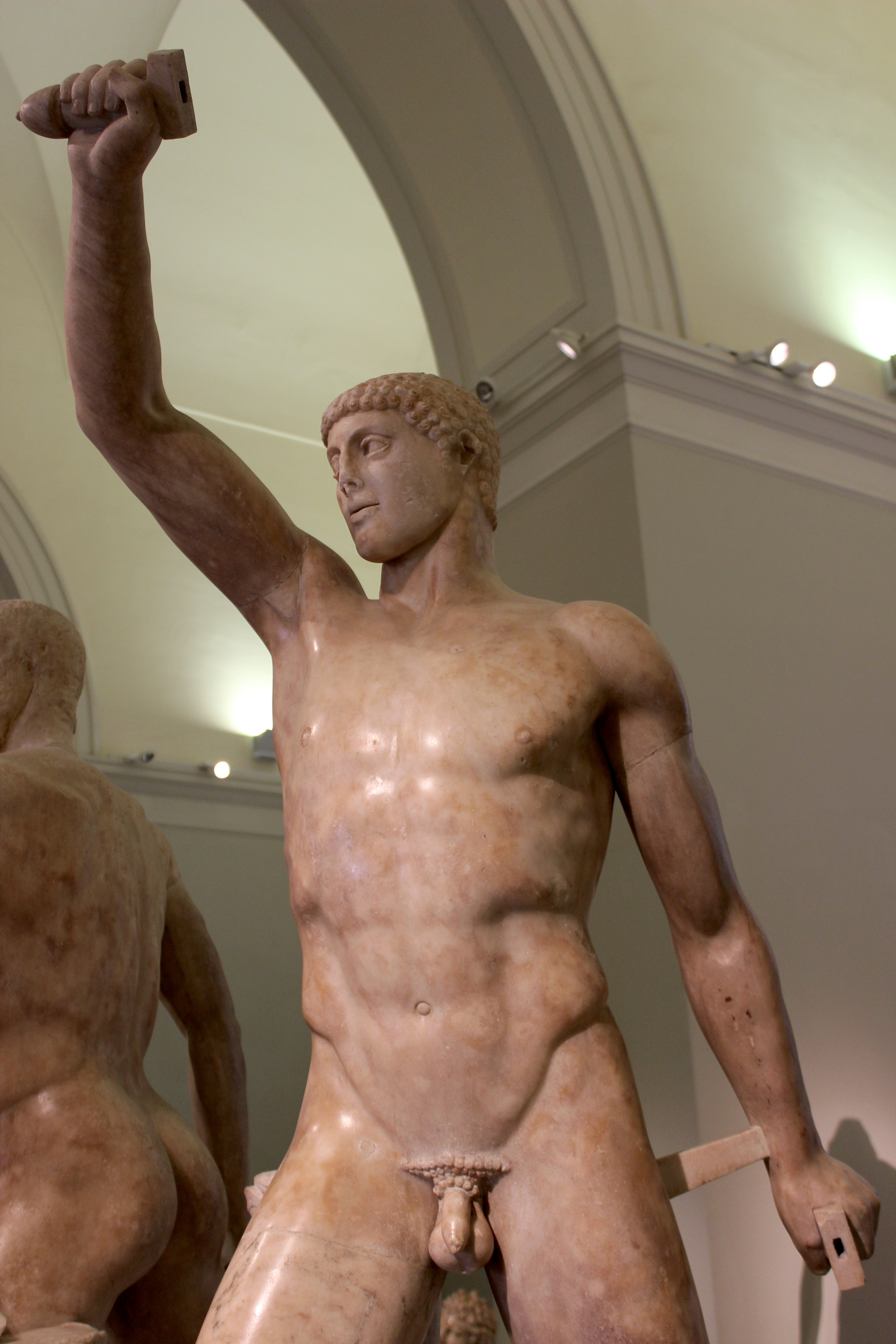
Armodio di Atene raffigurato nel gruppo scultoreo dei Tirannicidi, realizzato da Crizio e Nesiote

Nome di scarsissima diffusione in Italia, è di origine classica e richiama la figura di Armodio, il nobile ateniese che, assieme al compagno Aristogitone, tentò di liberare la sua città dal dominio dei tiranni Ippia e Ipparco.
Il nome, proveniente dal greco Ἁρμόδιος (Harmódios), è basato sul verbo ἁρμόζω (harmózō, "adattare", "comporre") e significa pertanto "adatto", "conveniente" o anche "armonico", "gradevole", "ben fatto". Allo stesso verbo risale anche il nome Armonia.

## Onomastico
Non ci sono santi con questo nome, che quindi è adespota; l'onomastico può essere festeggiato il 1º novembre, giorno di Ognissanti.

## Persone
- Armodio, nobile greco antico
- Armodio di Lepreo, scrittore greco antico

## Il nome nelle arti
- Armodio è un personaggio della serie televisiva Xena - Principessa guerriera.
- Armodio, protagonista del romanzo omonimo scritto da Maurizio Fiorino.